# Cosmosoma brinkleyi
Cosmosoma brinkleyi là một loài bướm đêm thuộc phân họ Arctiinae, họ Erebidae.